# Ochthebius impressipennis
Ochthebius impressipennis es una especie de escarabajo del género Ochthebius, familia Hydraenidae. Fue descrita científicamente por Rey en 1886.
Se distribuye por Italia. Mide 2,2 milímetros de longitud. Se ha encontrado a altitudes de hasta 970 metros.